# Les Démolisseurs
Pour plus de détails, voir Fiche technique et Distribution.
Les Démolisseurs (Three the Hard Way) est un film de blaxploitation américain réalisé par Gordon Parks Jr., sorti en 1974.

## Synopsis
Chef d'une organisation d'extrême droite néo-nazi et suprémaciste, Monroe Feather a créé, grâce à de nombreux scientifiques à ses côtés, un virus mortel destiné à tuer les gens de couleur. Un jeune noir, House, s'introduit dans leur base militaire secrète où il découvre que de nombreux prisonniers noirs sont utilisés comme des cobayes pour tester l'efficacité du puissant poison. House comprend rapidement que les expériences qui y sont menées viennent d'aboutir à un résultat conséquent. Excluant de ses dommages programmés les personnes de type caucasien, le virus s'apprête à être déversé dans les eaux abreuvant les grandes villes américaines. Mais House est démasqué et, alors qu'il s'enfuit du laboratoire, il est touché par un tir de mitraillette. Il réussit à se cacher chez son ami Jimmy Lait, un producteur de musique, et sa compagne Wendy. Avant d'être assassiné sur son lit d'hôpital par des hommes de Feather, House a le temps de rapporter tout ce qu'il a vu et entendu à son ami Jimmy.  Sa compagne est aussitôt kidnappée par les sbires de Feather. 
Dès lors, Jimmy souhaite se venger de la mort de House, sauver sa petite amie mais aussi empêcher le futur génocide contre les noirs. Il réunit deux de ses connaissances pour réussir son combat contre l'organisation : un petit baron de la pègre de Chicago, Jagger Daniels, et un expert en arts martiaux, Mister Keyes. Une course contre la montre commence pour le trio...

## Fiche technique
- Titre original : Three the Hard Way
- Titre français : Les Démolisseurs (également Les Trois Justiciers sur les VHS distribuées par Carrère Vidéo)
- Réalisation : Gordon Parks Jr.
- Scénario : Eric Bercovici et Jerrold L. Ludwig
- Montage : Robert Swink
- Musique : The Impressions et Richard Tufo
- Photographie : Lucien Ballard
- Production : Harry Bernsen
- Société de production et distribution : Allied Artists Pictures Corporation
- Pays d'origine :  États-Unis
- Langue originale : anglais
- Format : couleur
- Genre : blaxploitation
- Durée : 93 minutes
- Dates de sortie  :
  - États-Unis : 26 juin 1974
  - France : 30 avril 1975

## Distribution
- Jim Brown (VF : Michel Barbey) : Jimmy Lait
- Fred Williamson (VF : Gérard Dessalles) : Jagger Daniels
- Jim Kelly (VF : Bernard Murat) : le "général" Keyes
- Sheila Frazier (VF : Jacqueline Cohen) : Wendy Kane
- Jay Robinson (VF : Henri Poirier) : Monroe Felton (Feather en VO)
- Charles McGregor (VF : Francis Lax) : Charlie
- Howard Platt (VF : Jean-Louis Maury) : Keep, le tueur
- Richard Angarola (VF : Jean-François Laley) : Dr. Fortero
- David Chow : Link
- Marian Collier (VF : Marion Loran) : Eva
- Junero Jennings (VF : Daniel Gall) : House
- Alex Rocco (VF : Edmond Bernard) : le lieutenant Di Nisco
- Corbin Bernsen : le garçon
- Renie Radich : la fille
- Janice Carrol : l'infirmière
- Irene Tsu (VF : Michèle Montel) : l'impératrice
- Pamela Serpe (VF : Martine Messager) : la comtesse
- Marie O'Henry (VF : Michèle Bardollet) : la princesse
- Robert Cleaves (VF : Francis Lax) : le médecin
- Roberta Collins (VF : Martine Messager) : la secrétaire de Lait
- Jeanie Bell (VF : Michèle Bardollet) : Polly